# (2021) Poincaré
(2021) Poincaré est un astéroïde de la ceinture principale découvert par Louis Boyer en 1936.
Il a été baptisé en hommage à Henri Poincaré (1854-1912), mathématicien et physicien français.